# Gorski Izvor, Kărdjali
Gorski Izvor (în bulgară Горски Извор) este un sat în comuna Kirkovo, regiunea Kărdjali,  Bulgaria. 

## Demografie
Componența etnică a satului Gorski Izvor
     Turci (95,97%)
     Bulgari (1,79%)
     Nicio identificare (2,23%)
     Altele (0,44%)
La recensământul din 2011, populația satului Gorski Izvor era de 670 locuitori. Din punct de vedere etnic, majoritatea locuitorilor (95,97%) erau turci, cu o minoritate de bulgari (1,79%). Pentru 2,23% din locuitori nu este cunoscută apartenența etnică.